# Tudományos és Műszaki Tájékoztatás
A Tudományos és Műszaki Tájékoztatás (röviden TMT) 1954–2023 között változó periodicitással az Országos Műszaki Információs Központ és Könyvtár gondozásában megjelenő könyvtár- és információtudományi szakfolyóirat volt. 2023-ban összevonásra került a Könyvtári Figyelővel, a két lap Közép-európai Könyvtár- és Információtudományi Szemle néven egyesült.
A folyóirat rendszeres támogatója volt a Nemzeti Kulturális Örökség Minisztérium és a Nemzeti Kulturális Alap. Az online cikkek Creative Commons Nevezd meg! (CC BY) licenc alatt jelentek meg.

## A folyóirat története
1954-ben indult a folyóirat Műszaki Könyvtárosok Tájékoztatója címen, amikor a magyar könyvtárügy a II. világháborús pusztításokat valamelyest kiheverve erőteljes fejlődésnek indult. Célja a műszaki könyvtárak módszertani segítése volt, s az Országos Műszaki Könyvtár módszertani kiadványsorozatának tagjaként jelent meg.
Szerkesztője a Műszaki Könyvtárosok Tájékoztatója fennállása alatt Jánszky Lajos volt. Az első évfolyam két számát a Tervnyomda készítette, 1955-től azonban szerényebb külsőben, házilagos kivitelezésben, stencilezve, kezdetben 500, később már 1000 példányban látott napvilágot. Periodicitása többször változott, 1955-ben öt, 1956-ban hat, 1957-től négy, 1960-tól ismét hat száma jelent meg évente. A Műszaki Könyvtárosok Tájékoztatója címének és a kor könyvtár-politikai gondolkodásának megfelelően elsősorban könyvtári lap volt, alapvetően gyakorlatias, módszertani jellegű, a konkrét könyvtári munkát segítő írások jelentek meg hasábjain.
Később, a szakterület fejlődéséhez igazodva a műszaki tájékoztatás tudományos és szervezeti kérdéseivel is egyre gyakrabban foglalkozott, s kiemelt területként kezelte a szakirodalmi dokumentáció műhelykérdéseit. Címét a kibővült feladatkörnek megfelelően 1963-ban változtatta Tudományos és Műszaki Tájékoztatásra. Ekkor már évi 10 száma jelent meg a korábbi kéthavi periodicitással szemben. A folyóirat főszerkesztője beköszöntő írásában a régi-új lap profilját illetve a címváltozást a következő szavakkal jellemezte és indokolta: “A műszaki fejlesztés és a távlati tudományos terv témáinak gondos és helyes előkészítéséhez, kidolgozásához, valamint a kidolgozott tervek végrehajtásához feltétlenül szükséges a gyors és hatékony információ, vagy a hazánkban jobban elfogadott terminológia szerint: a tudományos, műszaki tájékoztatás. A műszaki tájékoztatás széles területet ölel fel. Magába foglalja többek között a szakkönyvtárak tájékoztató tevékenységét, a szakirodalmi tájékoztatást, az audiovizuális eszközökkel történő tájékoztatást, így a filmet, továbbá a szemléltetés útján kifejtett tevékenységet, pl. kiállításokat.”
Az 1960-as években kialakított profiljának megfelelően a szakirodalmi tájékoztatás gépesítésével és automatizálásával, a különböző osztályozási és információkereső rendszerek változásainak és fejlődésének tanulmányozásával, a szakkönyvtári munka elemző értékelésével foglalkozott. Rendszeresen teret biztosított a különböző szakmai kongresszusokról, konferenciákról készült beszámolóknak, s az egyes témák részletesebb bemutatására gyakran jelennek meg tematikus számai. Hagyományos rovatai mellett az 1980-as évek végétől megjelentek az újak is – online hírek; CD-ROM hírek – alkalmazkodva a megváltozott tájékoztatási gyakorlat és módszertani kultúra igényekhez.
2017. január 1-jétől, a 64. évfolyamtól kezdve a lap áttért a kizárólagos online megjelenésére. Az elektronikus megjelenés az Open Journal System szerkesztőségi és publikálási rendszerben történt. 2022 júniusától a havi megjelenést a negyedéves periodicitás váltotta fel, valamint megjelent a cikket előzetes, a lapszám megjelenését megelőző „online first” közlése.
2023. június 28-án a BME OMIKK és az Országos Széchényi Könyvtár között létrejött szakmai együttműködési megállapodást követően bejelentésre került, hogy a Tudományos és Műszaki Tájékoztatás és a Könyvtári Figyelő szakfolyóiratok a 2024-es évtől egyesülnek, és a jövőben Könyvtár- és Információtudományi Szemle néven jelennek meg.

## A TMT profilja és célközönsége

### A feldolgozott témakörök
- A könyvtárakban, legfőképpen a hazai könyvtárakban folyó tudományos tájékoztatás.
- A tudományos ismerethordozókkal foglalkozó tájékoztatás.
- A tudományos közlemények (ismerethordozók, információforrások) megszerzéséről, tárolásáról, feldolgozásáról, visszakereséséről, továbbításáról (terjesztésérő) és hasznosításáról való tájékoztatás.
- A hozzáférhetőségre és a hozzáférhetőség módjára vonatkozó tájékoztatás.
- Tájékoztatás az információs rendszerekről és a szolgáltatások fejlesztéséről, ezek módszereiről.
- A nemzetközi helyzet és trendek ismertetése, értékelése.
- Adatbázisok létrehozásában, fejlesztésében, integrálásában, közös használatában bekövetkező, illetve tervezett rendszerek.
- A tájékoztatáshoz kialakult módszerek, eszközök tudományos irodalmának feltárása.
- Az e-könyvek kérdései: digitalizálás, létrehozás, beszerzés, kölcsönzés.
- Szabványosítás.
- A felsőoktatási közösség folyamatos, magas szintű tájékoztatása.
- A kutatási és felsőoktatási közösség szerepe a széles körű informatikai fejlődésben.
- A fejlett országokban élen járó képzési, oktatási kérdések, módszerek és gyakorlatok.
- Az oktatás minősége, követelményei.[8]

### Célközönség
A könyvtár- és tájékoztatásügy területén dolgozó könyvtárosok, információs szakemberek, a korszerű információs technika könyvtári, tájékoztatási alkalmazásával foglalkozó számítástechnikai és más szakemberek, könyvtár- és információtudomány oktatói és hallgatói.

### Az e-TMT
Az e-TMT a Tudományos és Műszaki Tájékoztatás elektronikus változata, amely 2002-ben a 49. évfolyammal kezdődően üzemszerűen elérhetővé vált. Az elektronikus kiadás, bár alapvetően a nyomtatott változatra épül, mind tartalmilag, mind formailag többletszolgáltatásokat is nyújt. A folyóirat teljes szövege 1999 óta, az azt megelőző évfolyamok esetében tartalomjegyzék szinten érhető el.  Tartalmazza a cikkeket, az információs rovatok jelentős részét, ugyanakkor lehetővé teszi a nyomtatott változat lapzártája után beérkező hírek, közlemények közreadását is. A hálón megjelenő változat lehetővé teszi a számítógépes keresést, a hipertext-szervezést, a közvetlenebb kapcsolattartást olvasóikkal.

## Struktúra
A TMT - lényegében már a tárgyidőszak elejétől fogva - kijegecesedett struktúrával rendelkezik. Van egyfelől (külön cím nélkül) a cikkeket-tanulmányokat tartalmazó, másfelől pedig a Beszámolók, szemlék, referátumok című fő része.

### Cikkek-tanulmányok
Ide lehet számítani "Az altera pars" című hozzászólási és vitarovatot, valamint az eseti nekrológokat a szakma elhunyt nagyjairól és a TMT jeles munkatársairól-közreműködőiről.

### Beszámolók
A Beszámolók között számbelileg a referátumok és (ezúttal) a velük egy kalap alá vett olykori szemlék, ezek a 2-3 cikket "egybereferáló" dokumentumok viszik a prímet. Lényegesen kevesebb az ún. közlemény (= cikk "alatti" kategória terjedelme és/vagy efemer volta miatt). Itt helyezkednek el túlnyomórészt a hírrovatok is.

### Ajánlások
Az 1989/1 számtól fogva még egy műfaj jelent meg a folyóiratban, és mindmáig funkcionál: az egyes számokat bevezető ajánlásoké. Ezek a kb. másfél flekkes írások a borító belső oldalára kerülnek lehetőleg kíváncsiságot gerjesztő címmel. Túlnyomó többségüket a főszerkesztő írta és írja, időnként azonban mások - érdemes szakértők és közreműködők - is szóhoz jutnak itt. (Ugyanekkortól az egyes cikkek ún. felvezetőket is kapnak, amelyek általában olvasmányosabbak, mint a rezümék szövegei. Korábban a rezümék magyarul, angolul, németül és oroszul szóltak, az 1999/1 számtól csak angolul.)

## Főszerkesztők
- Jánszky Lajos (1954–1965)
- Lázár Péter (1966–1968)
- Lévai Tamásné (1969–1973)
- Lázár Péter (1974–1979)
- Futala Tibor (1980–1982)
- Szántó Péter (1983–2012)
- Fonyó Istvánné (2013–2023)
- Danyi Melinda (2023)[12]